# Gimnastyka na Letnich Igrzyskach Olimpijskich 1908
Wyniki indywidualnych i drużynowych zawodów gimnastycznych podczas Letnich IO w Londynie (1908). Indywidualnie zwyciężył Włoch Alberto Braglia, zaś drużynowo zwycięstwo odnieśli Szwedzi. Startowało 327 gimnastyków z 14 państw.

## Gimnastyka
| Konkurencja                    | Złoty           | Pkt | Srebrny       | Pkt | Brązowy      | Pkt |
| Wielobój indywidualny mężczyzn | Alberto Braglia | 317 | Walter Tysall | 312 | Louis Ségura | 297 |
| System szwedzki drużynowo      | Szwecja         | 438 | Norwegia      | 425 | Finlandia    | 405 |